# سنجاقک دم‌دراز
سنجاقک دم‌دراز (نام علمی: Zyxomma petiolatum) نام یک گونه از تیره آسیابک‌های آب‌نشین است. این گونه در بیشتر نقاط آسیا و شمال و شرق استرالیا یافت می‌شود.